# Прапор Палау
Прапор Палау  був затверджений 1 січня 1981 року, коли Палау став республікою. Прапор був розроблений на основі прапора Японії і є блакитним полотнищем прямокутної форми з жовтим кругом, трохи зміщеним від центру до древка.

## Символізм

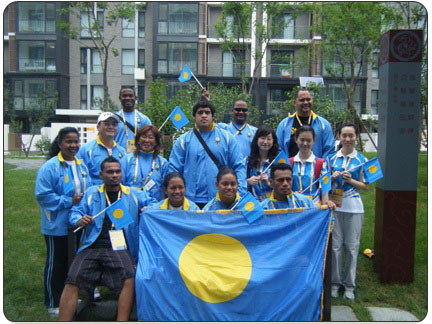
Олімпійська збірна Палау 2008 р. з національним прапором

Синій колір символізує океан і місце нації в ньому. Це ріднить прапор Палау з прапорами багатьох інших острівних держав, зокрема, зі прапором Федеративних Штатів Мікронезії. У той же час диск, розташований за правилами золотого січення, схожий з диском на прапорі Бангладеш, однак він уособлює в цьому випадку не сонце, а місяць. Повний місяць вказує час, що підходить для лову риби, рубки дерев, збору врожаю і т. д. Місяць також є символом миру, спокою і любові.

## Конструкція прапора
Згідно з веб-сайтом уряду Палау, прапор являє собою золотисто-жовтий повний місяць, дещо зміщений від центру на блакитному полі. Ширина прапора становить 13⁄5 висоти прапора, тобто співвідношення сторін 5:8. Діаметр місяця становить 3⁄5 висоти прапора, його центр розташований на середині висоти прапора, а 7⁄10 частини висоти прапора з боку підйому.
|                     |
| Конструкція прапора |

## Історичні прапори

Прапор Іспанії, якій належав Палау (до 1899) як частина Іспанської Ост-Індії (1886 — 12 лютого 1899)
Прапор Німецької колоніальної імперії (12 лютого 1899 — 1914)
Прапор Японії (1914 — 1944)
Прапор ООН
(18 липня 1947 — 19 серпня 1965)
Прапор Підопічної території Тихоокеанські острови (19 серпня 1965 — 1 січня 1981)

## Схожі прапори
- Бангладеш
- Японія
- Лаос